# 田中亮介
田中 亮介（たなか りょうすけ、1954年2月19日 - ）は、NHKおよびフジテレビの元・アナウンサー。

## 経歴
- 東京都の出身で、1976年にアナウンス職でNHKに入局。入局後は、主にスポーツアナウンサーとして活動していた[1]。
- NHK仙台放送局へ在籍していた1986年にフジテレビへ移籍。NHKでスポーツ実況を10年間経験していたことを買われての移籍であった[1]ため、移籍の当初はスポーツアナウンサーとして活動していた。後にスポーツ部へ異動すると、アナウンサー時代に出演していた『プロ野球ニュース』の編集長を務めた[2]。
- 2001年から2004年まで日本レースプロモーション代表取締役社長[3]。
- フジテレビ『とくダネ特捜部DX　パプアニューギニアエイズが奪う未来～南の楽園もうひとつの姿～』 担当プロデューサー[4]。
- FNSチャリティキャンペーン事務局長[5]。

## 同期のアナウンサー

### NHK
- 石澤典夫、岩澤忠彦、小山正人、工藤三郎、古藤田京子（旧姓:瀧沢）、嶋村由紀夫、成田光、野瀬正夫、松沢幹治、山崎登、山本浩、好本恵。[6]

### フジテレビ
- 阿部知代、岩瀬惠子、横井克裕。